# ريك شامبرلن
ريك شامبرلن (بالإنجليزية: Rick Chamberlin)‏ هو لاعب كرة قدم أمريكية أمريكي، ولد في 2 أبريل 1952 في سبرينغفيلد في الولايات المتحدة.